# Gammel Dansk

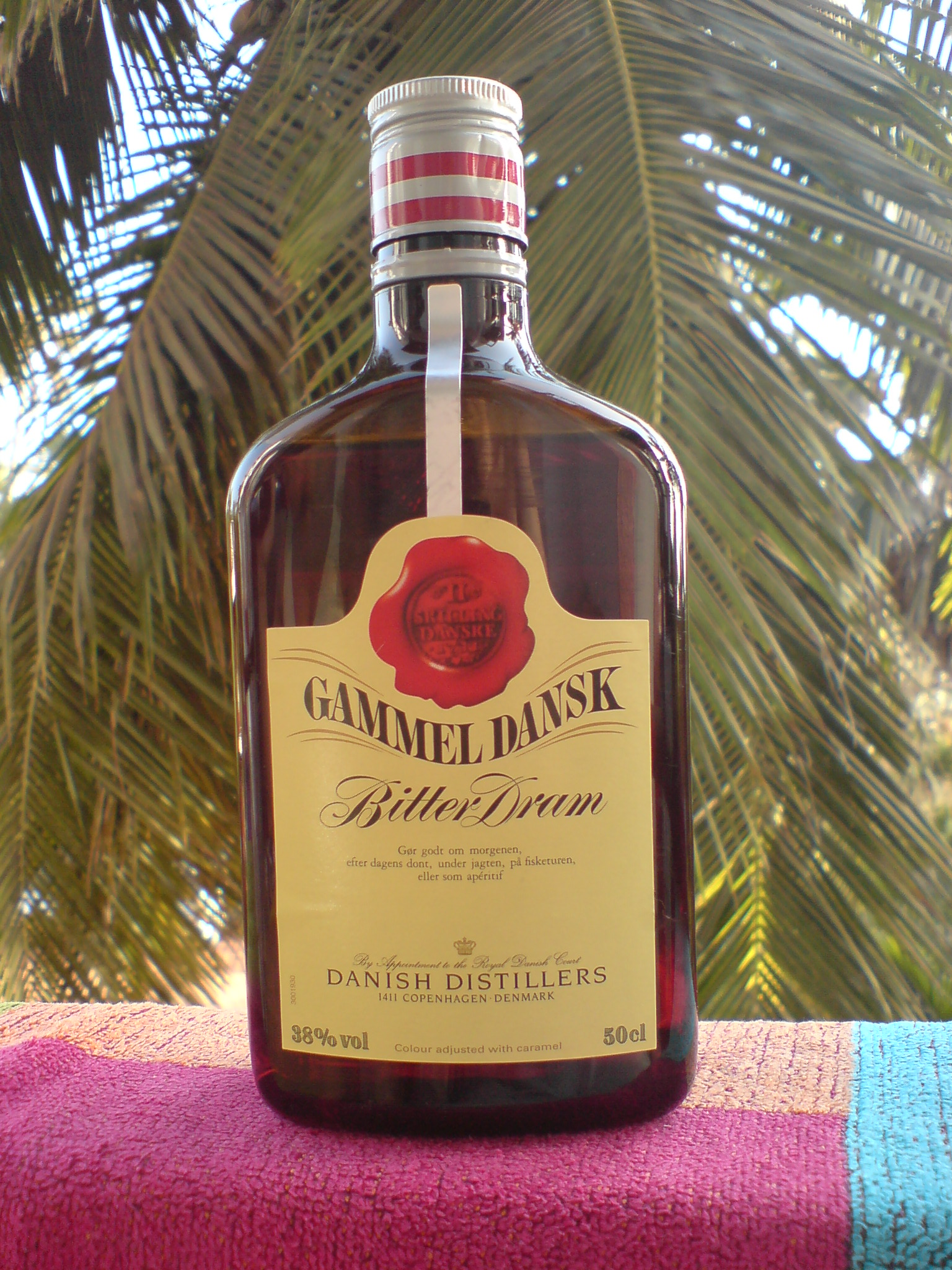
Gammel Dansk

Gammel Dansk ist ein Magenbitter. Die dänische Bezeichnung bedeutet „Alter dänischer [Magenbitter]“.
Gammel Dansk wird mit 29 Gewürzen aromatisiert, darunter Engelwurz, Anis, Ingwer, Muskatnuss und Vogelbeere. Eine vollständige Inhaltsstoffliste wird jedoch nicht veröffentlicht. In Dänemark sind die Varianten „Gammel Dansk Bitter Dram“ mit einem Alkoholgehalt von 38 Vol.-%, „Gammel Dansk Citrus Bitter“ mit 35 Vol.-% und „Gammel Dansk Chili & Lakrids“ mit 32 Vol.-% erhältlich. Als Morgenbitter vermarktet, verspricht das Etikett: Gør godt om morgenen, efter dagens dont, under jagten, på fisketuren eller som apéritif („Tut gut am Morgen, nach den Mühen des Tages, auf der Jagd, beim Angeln oder als Aperitif.“) 
Die Marke gehört zum finnischen Konzern Anora Group Plc und wird von dessen Tochter Det Danske Spiritus Kompagni vertrieben. Produziert wird seit 2015 im norwegischen Hagan (Kommune Nittedal). 
In Deutschland wird „Gammel Dansk Bitter Dram“ von der Firma Eggers & Franke aus Bremen vertrieben.

## Geschichte
Gammel Dansk wurde seit 1964 in der Roskilder Likörfabrik der Danske Spritfabrikker hergestellt. 1989 schlossen sich De Danske Spritfabrikker mit De Danske Sukkerfabrikker und Danisco zusammen. 1994 wurde die Gammel Dansk-Produktion nach Dalby verlegt, 1999 kam das Unternehmen unter das Dach der schwedischen Vin & Sprit. Ab 2006 entstand Gammel Dansk im Stammhaus in Aalborg. 2008 übernahm der französische Hersteller Pernod Ricard De Danske Spritfabrikker und strukturierte sie zu Pernod Ricard Denmark A/S um. 2012 erfolgte der Verkauf an den norwegischen Konzern ArcusGruppen. Im März 2014 wurde bekannt, dass die Produktion vollständig an die Arcus-Zentrale in Norwegen verlagert werden sollte. Die Fabrik in Aalborg schloss im April 2015. ArcusGruppen fusionierte 2021 mit der finnischen Destillerie Altia, das gemeinsame Unternehmen erhielt den Namen Anora Group Plc.